# Der Verräter des Herrn – Judas Ischariot
Der Verräter des Herrn – Judas Ischariot (Originaltitel: El beso de Judas – „Der Judaskuss“) ist eine spanische Bibelverfilmung, die sich auf die Person des Judas Iskariot konzentriert. Der von Rafael Gil 1953 inszenierte Schwarz-Weiß-Film wurde im deutschsprachigen Raum erst fast zehn Jahre später, am 6. April 1962, erstaufgeführt. Ein späterer Titel des Films ist Einer wird mich verraten.

## Handlung
Judas Ischariot ist ein revolutionär eingestellter Jude, der sich aus politischen Gründen dem als neuen Messias verehrten Prediger Jesus anschließt. Nachdem er dessen Reden und Taten, darunter einige Wunder, miterlebt hat, wendet er sich enttäuscht von ihm ab und liefert ihn seinen Gegnern aus.

## Kritik
Im Lexikon des Fantasy-Films bewerten Ronald M. Hahn/Volker Jansen, Norbert Stresau den Film als „eine Art psychologische Rechtfertigung des größten Verräters aller Zeiten im bewährten muffigen B-Film-Stil.“ Das Lexikon des internationalen Films bemerkte, er gehe „überaus frei mit dem Bericht der Heiligen Schrift (cf. um) und bedient sich eines theatralischen Stils, der über Äußerlichkeiten kaum hinausgelangt.“

## Bemerkungen
Der Film wurde vom 8. August bis 10. November 1953 gedreht und im Februar 1954 uraufgeführt. Bis in die 1990er Jahre war dies der einzige Film, der Judas in den Mittelpunkt der Handlung stellt.